# Fatum (Friesland)
Fatum (Fries: Fâtum) is een buurtschap in de gemeente Waadhoeke, in de Nederlandse provincie Friesland. Fatum ligt aan de Wommelserweg tussen Tzum en Wommels binnen het dorpsgebied liggen van Tzum.
De buurtschap bestaat uit een negental woningen en boerderijen.

## Geschiedenis
De buurtschap is ontstaan op een terp die werd opgeworpen op een kwelderwal. De terp, die waarschijnlijk langwerpig van vorm was behoort tot een cluster van terpen op de kwelderwal op en ten noorden van de lijn Achlum-Spannum die dateren uit het midden van de IJzertijd.
De plaats werd onder andere vermeld als Taltem in 1414, als Faltem in 1433, als Faltum in 1457, als Fautum in 1511 en als Faldum en Faatum in 1718 en als Fatum vanaf de 19e eeuw. De plaatsnaam wijst waarschijnlijk naar de woonplaats van de persoon Falda of Falte. Een andere mogelijkheid is een woonplaats bij een omheinde schaapskooi of melkplaats (fald).

## Molen
In de polder ten zuiden van de buurtschap stond de windmolen Polder 28. De poldermolen was een spinnenkop en dateert van voor 1832. In 1914 verbrandde de molen geheel of gedeeltelijk en werd herbouwd als molen Fatum. Ook deze poldermolen is een spinnenkop. De molen is een rijksmonument.
Steden, dorpen en gehuchten: Achlum · Baijum · Beetgum · Beetgumermolen · Berlikum · Blessum · Boer · Boksum · Deinum · Dongjum · Dronrijp · Engelum · Firdgum · Franeker · Herbaijum · Hitzum · Klooster-Lidlum · Marssum · Menaldum · Minnertsga · Nij Altoenae · Oosterbierum · Oude Leije (klein deel) · Oudebildtzijl · Peins · Pietersbierum · Ried · Ritsumazijl · Schalsum · Schingen · Sexbierum · Sint Annaparochie · Sint Jacobiparochie · Slappeterp · Spannum · Tzum · Tzummarum · Vrouwenparochie · Welsrijp · Westhoek · Wier · Winsum · Zweins

Buurtschappen: Arkens · Bonkwerd · De Vlaren · Dijkshoek · Doijum · Fatum · Hatsum · Het Hooghout · Kie · Kiesterzijl · Kingmatille · Klooster Anjum · Koehool · Laakwerd · Lutjelollum · Miedum · Nieuwebildtzijl · Oosterend · Oosthoek · Rewerd (deels) · Roptazijl (deels) · Salverd · Schildum · Sopsum · Stad Niks · Tolsum · Tritzum · Tjeppenboer · Vrouwbuurtstermolen (deels) ·  Weakens · Westerend · Zwarte Haan

Voormalige buurtschappen:Barrum · De Kampen · De Poelen · Dijksterhuizen · Franjumerburen · Holprijp · Koum · Langwerd · Teetlum · Memerd · War 

Friesland: Steden en dorpen      Nederland: Provincies · Gemeenten